# 明治学院大学硬式野球部
明治学院大学野球部（めいじがくいんだいがくやきゅうぶ、Meiji Gakuin University Baseball Club）は、首都大学野球連盟に所属する大学野球チーム。明治学院大学の学生によって構成されている。

## 創部
創部は1885年（明治18年）であり、日本で最も古い野球部の一つであると言われている（学校名が明治学院となるのは翌1886年）。当時は、一高や駒場農学校、工部大学校（これら3校とも後の東京大）、高商（後の一橋大）、青山学院、立教、慶應義塾、学習院などが野球部を始動、組織化していた。

## 歴史

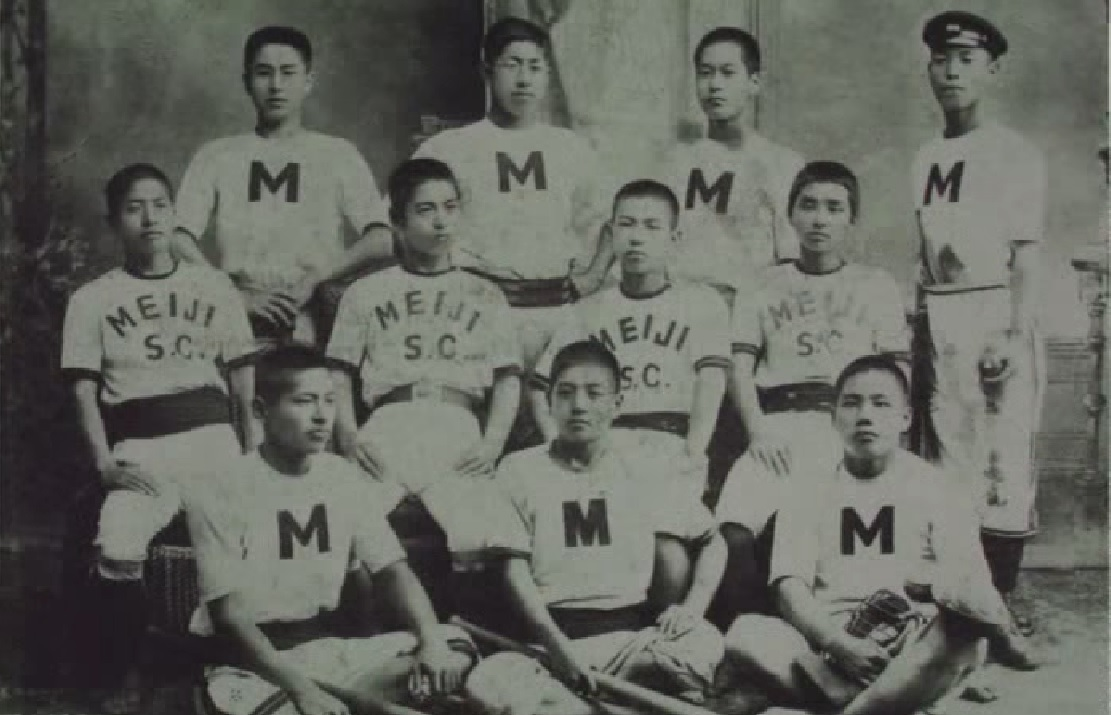
明治学院白金倶楽部（1894年）

米国人教師マックネイン教授が「野球」を伝え、創部以前には横浜の外国人チームと試合を行う。当時は野球を「校戯」と称した。
1885年、東京一致英和学校（明治学院の前身のひとつ）にベースボール部が創部され、白洲文平（白洲次郎の父）が活躍した。
1887年、学校が荏原郡白金村に移転し「白金クラブ」と名乗り、黎明期の日本野球界・学生野球界に名を轟かせた。
1890年、第一高等中学校との試合でインブリー事件が発生。この頃、捕手として活躍していた白洲長平（白洲次郎の叔父）が、翌1891年に転校して同志社の野球部を組織。1902年には、早稲田大野球部の礎の一人である河野安通志が横浜商業から転校してきたが、わずか半年ばかしの在籍だった。
1951年、東都大学野球連盟に加盟。2部リーグと3部リーグをたびたび往復し、3部リーグでは3回の優勝を果たしている。2部リーグでの最高成績は1956年春季の2位。1964年、東都大学野球連盟を脱退し、創設されたばかりの首都大学野球連盟へ加盟。
1970年春季リーグ戦にて、創部初のプロ野球選手となる森山正義の活躍もあり初優勝。首都大学野球連盟の代表として東海大学以外では初となる全日本大学野球選手権大会出場を果たす。1974年春季リーグ戦にて2度目の優勝。
しかし90年代以降は低迷が続き、1993年秋季リーグ戦にて東京経済大学との入れ替え戦に敗れてからは2部リーグが主戦場となる。2007年秋季リーグ戦で14年ぶりの1部復帰を果たすが、その翌シーズンには再降格。
2013年、明治学院創立150周年を記念して、1886年（明治19年）に実施された日本最初期の野球対抗戦とされる明学の前進「波羅大学」と東大工学部の前進「工部大学校」当時のユニフォームを双方着用して東京大学との試合を神宮球場で開催。3－1で勝利した。

## 本拠地
- 明治学院大学戸塚グラウンド(野球場)

## 記録
- 首都大学リーグ1部　優勝2回
- 首都大学リーグ2部　優勝4回
- 東都大学リーグ3部　優勝3回
- 全日本大学野球選手権　出場2回

## 永久欠番
- 27：森山正義（前監督）

## 主な出身者
- 白洲文平 - 初代主将。白洲次郎の父。実弟の純平・長平も所属し名手として活躍。日本初のキャッチャーミットの使用者。
- 森山正義 - 外野手、佼成学園高校出身 / 首都大学野球連盟及び全大学リーグを通じて最多の26本の本塁打を記録。1972年阪神タイガースドラフト2位。
- 加藤貴大 - 投手、八王子高校出身 / 第123代主将。富山サンダーバーズを経て、2010年東北楽天ゴールデンイーグルス育成ドラフト1位。
- 松本友 - 外野手、東福岡高校出身 / 福井ミラクルエレファンツを経て、2018年東京ヤクルトスワローズ育成ドラフト2位。
- 澤柳亮太郎 - 投手、明治学院東村山高校出身 / ロキテクノ富山を経て、2023年福岡ソフトバンクホークス5位。
- 伊藤博
- 中溝雄也
- 甘露寺仁房

## 関係者
- 辻恭彦 - 2015年よりヘッドコーチを務めた。